# Idiops crudeni
Idiops crudeni är en spindelart som först beskrevs av Hewitt 1914.  Idiops crudeni ingår i släktet Idiops och familjen Idiopidae. Inga underarter finns listade i Catalogue of Life.